# Christian Huber (Jurist)

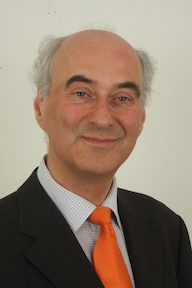
Christian Huber (2020)

Christian Huber (* 23. April 1955 in Linz, Österreich) ist ein österreichischer Jurist. Er war von 1998 bis 2021 Inhaber des Lehrstuhls für Bürgerliches Recht, Wirtschaftsrecht und Arbeitsrecht an der RWTH Aachen.

## Leben
Christian Huber wurde 1955 in Linz, Österreich geboren. An der Johannes-Kepler-Universität Linz schloss er die Studien Rechtswissenschaften und Betriebswirtschaftslehre ab. Nach seiner Habilitation im Jahre 1992 an der Universität Wien nahm er Vertretungen an den Universitäten Potsdam und Münster wahr. Nach Ablehnung eines Rufes an die Universität Münster wurde er 1995 Professor an der Universität Augsburg. Seit 1998 hatte er den Lehrstuhl für Bürgerliches Recht, Wirtschaftsrecht und Arbeitsrecht an der RWTH inne. Er war seit 2008 Vertrauensdozent der Studienstiftung des Deutschen Volkes. Er ist Mitglied der Redaktion der Neuen Zeitschrift für Verkehrsrecht (Deutschland) und der Zeitschrift für Haftung und Versicherung (Schweiz). Christian Huber veröffentlichte über 600 Beiträge mit dem Schwerpunkt im Schadensersatzrecht. Im Jahr 2017 wurde ihm der Richard-Spiegel-Preis der Arbeitsgemeinschaft Verkehrsrecht des Deutschen Anwaltsvereins verliehen. Er ist Spiritus rector des 2019 gegründeten Instituts für faire Schadensregulierung. 2020 wurde ihm eine im Beck-Verlag erschienene Festschrift mit dem Titel „Deutsches, österreichisches und internationales Schadensersatzrecht“ gewidmet. Nach Ende seiner Tätigkeit an der Hochschule wurde er als Rechtsanwalt in Berlin und Mondsee zugelassen.

## Auszeichnungen
- Rudolf-Sallinger-Preis
- Walther-Kastner-Preis
- Kardinal-Innitzer-Förderungspreis für Rechts- und Staatswissenschaften (1992)
- Figdor-Preis der Österreichischen Akademie der Wissenschaften
- Richard-Spiegel-Preis

## Veröffentlichungen (Auswahl)
Christian Huber hat über 600 Beiträge mit dem Schwerpunkt im Schadensersatzrecht veröffentlicht.
- 2022: Gemeinsam mit Schultess, Bemessung oder (ein bisschen mehr) Berechnung von immateriellen Schäden – was wäre möglich?, in: Fuhrer/Kieser/Weber, Mehrgliedriger Schadensausgleich (2022) 247–267
- 2021: Bedeutsame Änderungen in Deutschland und Österreich in diesem Jahrtausend, Personen-Schaden-Forum 2021, 191–231
- 2020: Hinterbliebenengeld – wer kann wieviel verlangen?, VersR 2020, 385–393 = 9. Düsseldorfer Verkehrsrechtsforum – Aktuelles v. a. zum Thema Personenschaden: Schmerzensgeld, Verdienstausfallschaden und Hinterbliebenengeld, Band 44, Verlag Versicherungswirtschaft, Karlsruhe (2020), S. 7399
- 2019: Kapital oder Rente – Erfordernis eines gesetzlichen Abfindungsanspruchs, NZV 2019, 321–331 und 57. Deutscher Verkehrsgerichtstag, Luchterhand Verlag, S. 113–137
- 2018: Der Ersatz künftiger Einbußen beim Personenschaden, zfs 2018, S. 484–494
- 2018: Gemeinsam mit Kadner Graziano und Luckey, Hinterbliebenengeld, Nomos Verlag, Baden-Baden (2018), Teil Deutschland S. 25–80, Teil Österreich S. 141–181
- 2017: Rechtsfolgen fehlender (spezialgesetzlicher) Legalzessionsnormen – über Art und Ausmaß (gebotener) gesetzlicher Determinierung, in Festschrift für Karl-Heinz Danzl, Verlag Manz, Wien (2017), S. 441–470
- 2017: (Wann) haftet der Gynäkologe für den Pathologen? RdM 2017, S. 164

## Forschungsschwerpunkte
- Deutsches, österreichisches, schweizerisches und europäisches Schadensersatzrecht
- Regressrecht der Sozialversicherungsträger
- Privatversicherungsrecht
- Verjährungsrecht

## Herausgeberschaften
- Neue Zeitschrift für Verkehrsrecht (Deutschland)
- HAVE (Schweiz)

## Weiteres Engagement
Christian Huber hält seit 1996 regelmäßig Vorträge für Anwälte, Versicherungsjuristen, Richter sowie Kfz-Sachverständige in Deutschland, Österreich und der Schweiz. Des Weiteren ist er als Gerichtssachverständiger für Privatrecht aktiv mit dem Schwerpunkt auf österreichisches Schadenersatzrecht, insbesondere Verkehrsunfallrecht.
Er ist Mitglied in folgenden Vereinen:
- Deutsche Zivilrechtslehrervereinigung
- Deutsche Gesellschaft für Rechtsvergleichung
- Deutscher Verkehrsgerichtstag